# Kościół św. Jakuba Apostoła w Butrynach
Kościół św. Jakuba Apostoła w Butrynach – kościół parafialny parafii św. Jakuba Apostoła w Butrynach, zbudowany w XIX wieku.

## Historia
Pierwszy kościół, jeszcze drewniany spłonął w 1682 r. W 1689 r. rozpoczęto budowę murowanej świątyni, wówczas w stylu barokowym. Konsekracji drugiego kościoła dokonano w 1724 r. Ta świątynia również spłonęła w czasie pożaru, w 1886 r. Odbudowana została w latach 1887–1888 w stylu neogotyckim, z wykorzystaniem starych murów.
Wieżę dobudowano w 1934 r.

## Wyposażenie
W ołtarzu głównym umieszczono figurę Matki Bożej. W lewym ołtarzu bocznym znajduje się figura św. Jakuba i barokowy obraz św. Antoniego z Dzieciątkiem z XVII wieku w srebrnych sukienkach, natomiast w prawym ołtarzu – obraz św. Józefa. W kościele znajdują się także cenne zabytki sztuki złotniczej, w tym m.in.:
- monstrancja z 1690 roku z herbem i sygnaturą oraz barokowy kielich, wykonane przez Jana Bartolomowicza – złotnika z Lidzbarka Warmińskiego,
- srebrny pacyfikał w formie krzyża,
- relikwiarz św. Antoniego[2],
- ołtarz z 1681 roku[3].

## Galeria

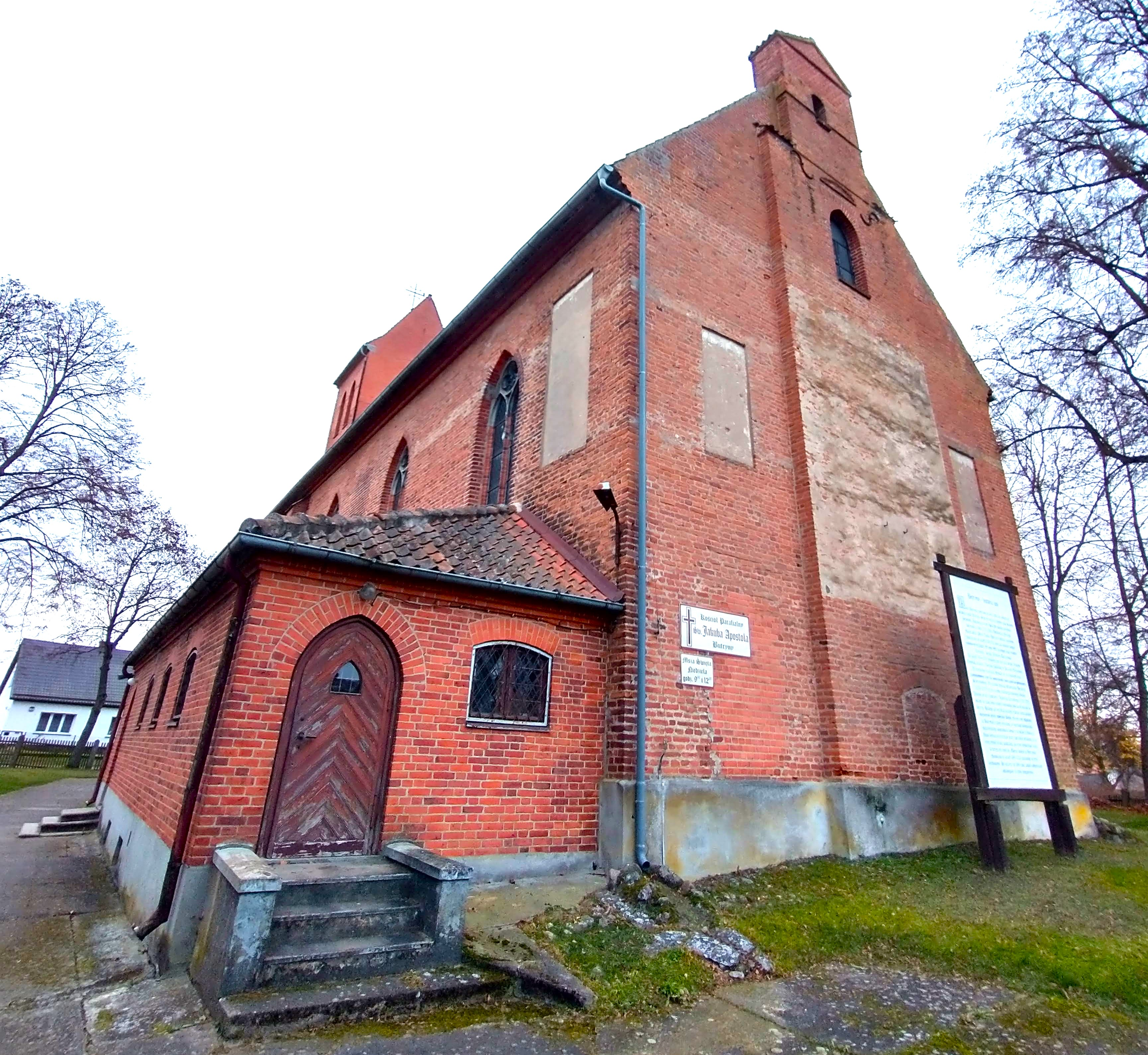
Widok od prezbiterium
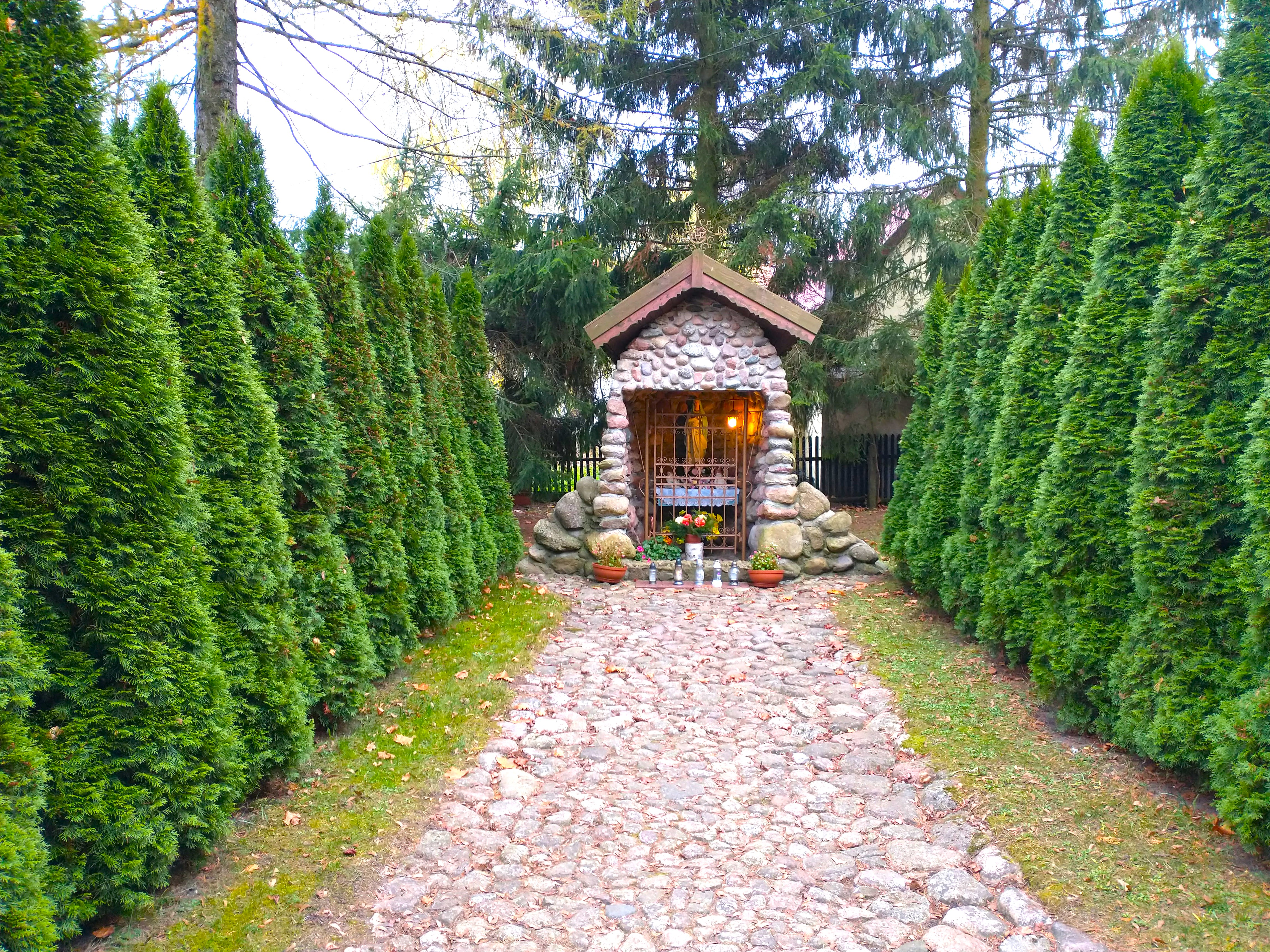
Kaplica maryjna